# Phyllodromica znojkoi
Phyllodromica znojkoi är en kackerlacksart som beskrevs av Bei-Bienko 1938. Phyllodromica znojkoi ingår i släktet Phyllodromica och familjen småkackerlackor. Inga underarter finns listade i Catalogue of Life.